# مکس تونتو
مکس تونتو (انگلیسی: Max Tonetto؛ زادهٔ ۱۸ نوامبر ۱۹۷۴) بازیکن فوتبال اهل ایتالیا است.
از باشگاه‌هایی که در آن بازی کرده‌است می‌توان به باشگاه فوتبال لچه، باشگاه فوتبال آ.اس. رم، باشگاه فوتبال بولونیا، باشگاه فوتبال سمپدوریا، باشگاه فوتبال رجانا، باشگاه فوتبال امپولی، و باشگاه فوتبال آ.ث. میلان اشاره کرد.
وی همچنین در تیم ملی فوتبال ایتالیا بازی کرده‌است.